# Paijärvi
Paijärvi är en sjö i Finland. Den ligger i kommunen Fredrikshamn i landskapet Kymmenedalen, i den södra delen av landet, 140 km öster om huvudstaden Helsingfors. Paijärvi ligger 24 meter över havet. Arean är 16,1 hektar och strandlinjen är 2,42 kilometer lång. Sjön  ingår i Vehkajokis huvudavrinningsområde.   I omgivningarna runt Paijärvi växer i huvudsak blandskog.